# 电子节目指南

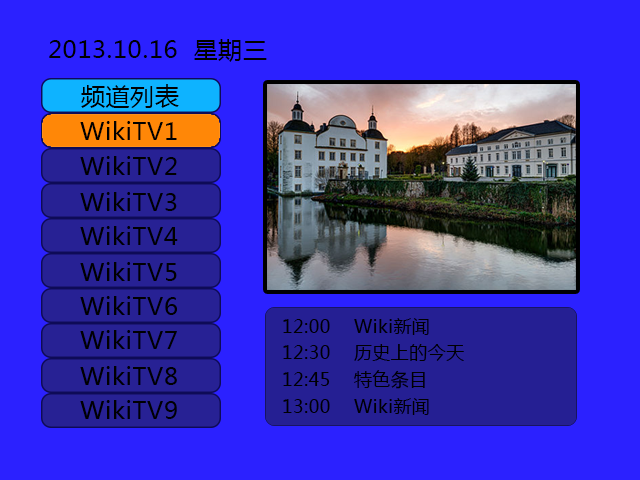
示例电子节目指南

电子节目指南（英語：Electronic program guide，縮寫：EPG）又名节目指南、電子節目表或者電子節目導覽，是一种电视节目单，通常伴随数字电视信号或數位廣播信号传送。这些信号可以通过有线电视、卫星电视、或地面电视被接收。
通过在接收设备上浏览EPG，典型的接收设备包括电视机及机顶盒，用户可以看到当前节目及未来节目的更多的信息。通常EPG是图形界面，包括节目名称、频道、播出时间等，并可以选择观看每个节目的更详细的内容。广播节目可能包含一个简单的基于文字的显示。
EPG允许浏览者利用这些节目介绍信息。例如根据节目或频道主题搜索节目，快速定位到选择的节目，备忘功能，父母控制功能等。它也支持VOD应用，或者以授权方式或PPV方式。如果设备支持，EPG支持对节目的录制功能，例如通过无线遥控器控制VCR。
EPG通常在传输流中广播，包括类似MHP的图文信息，或者通过专门的数据频道。例如：数字电视ATSC标准使用每个电视台的PSIP表发送EPG。如果只有模拟信号可用，某些系统，例如TiVo，使用调制解调器从第三方服务器来接收EPG信息。在美国，这些设备从本地广播服务提供商接收时间信号，这样它们可以定时进行节目录制。